# Konstantinos Kenteris
Konstantinos „Kostas“ Kenteris (griechisch Κωνσταντίνος Κεντέρης, Konstandínos Kendéris, auch Konstadínos Kedéris transkribiert; * 11. Juli 1973 in Mytilini) ist ein griechischer Leichtathlet und Olympiasieger.

## Frühere Karriere
Schon früh spezialisierte Kenteris sich auf die Sprintstrecken 200 und 400 Meter. Erst 1999 nahm der Sportstudent erstmals an einem bedeutenderen internationalen Wettkampf teil. Zur allgemeinen Überraschung vermochte er sich bei den Olympischen Spielen 2000 in Sydney für das Finale über 200 Meter zu qualifizieren. Er gewann das Rennen als krasser Außenseiter in 20,09 s vor Darren Campbell (GBR) und Ato Boldon (TRI). Bei den Weltmeisterschaften 2001 in Edmonton wiederholte Kenteris den Sieg in dieser Disziplin in einer Zeit von 20,04 s. Auch bei den Europameisterschaften 2002 in München holte er den Titel über 200 Meter in der Jahresweltbestzeit von 19,85 s, die gleichzeitig Europameisterschaftsrekord bedeutete.
Außerhalb dieser großen Titelkämpfe nahm Kenteris praktisch nie an größeren Wettbewerben teil, was Gerüchte über Doping entstehen ließ. Dadurch erwarb er sich den Beinamen „unsichtbarer Adonis“. Ebenso zu reden gab seine vorzeitige Abreise wegen einer Fersenverletzung von den Weltmeisterschaften 2003 in Paris.

## Olympische Spiele 2004
Bei den Olympischen Spielen 2004 in Athen galt Kenteris als die größte griechische Goldmedaillenhoffnung, weshalb der 200-Meter-Finallauf als erster von sämtlichen Wettbewerben ausverkauft war. Auch kursierten Gerüchte, Kenteris sollte als letzter Fackelläufer das olympische Feuer im Olympiastadion entzünden.
Als er sich vor den Spielen offiziell zu Trainingszwecken in Chicago aufhielt, konnte er sich einer angeordneten Dopingkontrolle nicht unterziehen, weil er vorzeitig nach Griechenland zurückgekehrt war bzw. nach einer anderen Version, weil er gar nicht in den USA gewesen war.
Am Abend des 12. August 2004 sollte Kenteris zusammen mit der griechischen 100-Meter-Läuferin Ekaterini Thanou im olympischen Dorf erneut zu einer Dopingkontrolle vorgeladen werden. Dieser kamen die beiden Sportler nicht nach, da sie sich angeblich auf dem Nachhauseweg befanden, um „persönliche Sachen“ abzuholen. Der griechische Sportfunktionär Manolis Kolybadis teilte am 15. August dem griechischen Fernsehsender Alpha TV mit, er habe den beiden Sportlern beim Betreten des olympischen Dorfs von der bevorstehenden Kontrolle erzählt, woraufhin diese in Panik geraten seien („sie waren wie aufgescheuchte Tauben“").
Auch die ihnen eingeräumte Frist von zwei Stunden zum Nachholen des Tests ließen Kenteris und Thanou verstreichen, da sie sich inzwischen wegen eines Motorradunfalls in ein Krankenhaus hatten begeben müssen. Laut einem Kommuniqué des Krankenhauses hatte Kenteris ein Schleudertrauma sowie Beinverletzungen erlitten.
Allerdings wurden bald Ungereimtheiten in dieser Geschichte bekannt, da
- man am Kiosk, der unmittelbar neben dem angeblichen Unfallort lag, nichts von diesem Unfall bemerkt hatte
- bei der Polizei keine Unfallmeldung eingegangen war
- sich in der Nähe des Unfallorts ein Krankenhaus befindet, die beiden Athleten sich jedoch in ein Spital in einem anderen Stadtviertel begaben.

Noch am 12. August berief IOC-Präsident Jacques Rogge die interne Disziplinarkommission ein, der die drei IOC-Exekutivmitglieder Thomas Bach, Serhij Bubka und Denis Oswald angehörten. Die Kommission wollte die beiden Athleten am 13. August morgens einvernehmen. Da Kenteris und Thanou ein ärztliches Attest vorlegten, wurde die Einvernahme auf Montag, den 16. August verschoben. Da die erwiesene, bewusste Verweigerung einer Dopingkontrolle wie eine positive Kontrolle gewertet wird, hätte dies eine zweijährige Sperre und den sofortigen Ausschluss der betroffenen Sportler von den Olympischen Spielen zur Folge gehabt.
Am 14. August beschloss das griechische Nationale Olympische Komitee nach hitziger Debatte mit 5:1 gegen die Stimme seines Präsidenten Lambis Nikolaou, Kenteris und Thanou nicht sofort aus der griechischen Mannschaft auszuschließen, sondern suspendierte die Athleten lediglich bis zu deren Anhörung am 16. August. Diese Einvernahme wurde dann auf den 18. August verschoben. Am 17. August erklärte Kenteris bei seiner Entlassung aus dem Krankenhaus, er werde am nächsten Tag vor der IOC-Kommission alle Vorwürfe widerlegen und an den Start gehen. Am 18. August, nach der Einvernahme, gab Kenteris hingegen bekannt, er werde „aus Verantwortungsbewusstsein“ nicht an den Start gehen und sich zudem von seinem Trainer Christos Tzekos trennen.

## Freispruch durch den Verband und juristische Verurteilung
Sieben Monate nach dem Skandal bei den Olympischen Spielen in Athen sprach ein fünfköpfiges Schiedsgericht des griechischen Leichtathletik-Verband (SEGAS) völlig überraschend, bei einer Gegenstimme, sowohl Kenteris als auch Ekaterini Thanou vom Vorwurf des Dopings vorläufig frei. Laut einer Erklärung des Verbandes konnten die beiden griechischen Athleten während der zahlreichen Anhörungen nachweisen, dass sie von den Verantwortlichen der Welt-Antidoping-Agentur (WADA) nicht regelgerecht zu einem Dopingtest bestellt worden waren. Im Gegensatz dazu verhängte das Gremium gegen den Trainer Christos Tzekos einstimmig eine vierjährige Sperre. Er sei über die Dopingkontrollen unterrichtet gewesen und hätte es versäumt, dafür zu sorgen, dass seine Schützlinge dort auch erscheinen. „Für einen Mann, der sein Leben lang im Stadion gearbeitet hat, ist das eine harte Entscheidung, die ich aber akzeptiere“, sagte Christos Tzekos, der im selben Urteil mangels Beweisen vom Vorwurf des Handels von Dopingstoffen freigesprochen wurde. In der veröffentlichten Erklärung hieß es, dass Kostas Kenteris und Ekaterini Thanou von dem am 12. August anberaumten Dopingtest nicht informiert gewesen seien und selbst nur aus dem Medien davon erfahren hätten. Der Motorradunfall des Duos am betreffenden Abend, der unter dem Verdacht steht, inszeniert gewesen zu sein, blieb in der Erklärung des Schiedsgerichts unkommentiert.
Der Weltverband IAAF, akzeptierte die Urteilsbegründung nicht und ging beim Internationalen Sportgerichtshof (CAS) in Berufung. Am 14. Februar 2006 zog sich der Vorsitzende Richter des CAS, der Kanadier Yves Fortier, aus dem Verfahren zurück. Er begründete den überraschenden Schritt mit fortwährenden Angriffen der Athleten und des griechischen Verbandes gegen ihn. Konstantinos Kenteris und Katerina Thanou räumten schließlich vor dem CAS ein, drei Dopingkontrollen im Zeitraum vom 27. Juni bis 12. August 2004, versäumt zu haben. Damit wurde die zweijährige Sperre der IAAF bestätigt, die am 22. Dezember 2006 ablief.
Ein ursprünglich für das Jahr 2007 angesetzter Prozess vor einem griechischen Gericht wegen Meineids gegen Kenteris und Thanou wurde zweimal verschoben und sollte im Februar 2009 stattfinden.
Thanou und Kenteris wurden im Mai 2011 wegen Meineides zu 31 Monaten Gefängnis auf Bewährung verurteilt, deren Trainer zu 33 Monaten sowie sechs Ärzte und zwei „Unfallzeugen“ zu mindestens einem halben Jahr.